# Чемпіонат світу з футболу 2010 (група B)
Матчі Групи B чемпіонату світу з футболу 2010 проходять з 12 червня 2010 року до 22 червня 2010. До групи входять збірні Аргентини, Нігерії, Південної Кореї та Греції.
| М  | Команда          | І | В | Н | П | МЗ | МП | РМ | О |
| -- | ---------------- | - | - | - | - | -- | -- | -- | - |
| 1. | Аргентина ·      | 3 | 3 | 0 | 0 | 7  | 1  | +6 | 9 |
| 2. | Південна Корея · | 3 | 1 | 1 | 1 | 5  | 6  | −1 | 4 |
| 3. | Греція ·         | 3 | 1 | 0 | 2 | 2  | 5  | −3 | 3 |
| 4. | Нігерія ·        | 3 | 0 | 1 | 2 | 3  | 5  | −2 | 1 |

Час місцевий (UTC+2)

## Південна Корея - Греція
| 12.06.2010 13:30 |

| Південна Корея                | 2 — 0      | Греція |
| ----------------------------- | ---------- | ------ |
| Лі Чжун Су 7' Пак Чжи Сун 52' | (Протокол) |        |

| Нельсон Мандела Бей, Порт-Елізабет Глядачів: 31 513 Арбітр: Майкл Гестер |

## Аргентина - Нігерія
| 12.06.2010 16:00 |

| Аргентина | 1 — 0      | Нігерія |
| --------- | ---------- | ------- |
| Гайнце 6' | (Протокол) |         |

| Елліс Парк, Йоганнесбург Глядачів: 55 686 Арбітр: Вольфганг Штарк |

## Аргентина - Південна Корея
| 17.06.2010 13:30 |

| Аргентина                                   | 4 — 1      | Південна Корея    |
| ------------------------------------------- | ---------- | ----------------- |
| Парк Чху Йоун 17' (аг) Ігуаїн 33', 76', 80' | (Протокол) | Лі Чхун Йон 45+1' |

| Соккер-Сіті, Йоганнесбург Глядачів: 82 174 Арбітр: Франк Де Блекере |

## Греція - Нігерія
| 17.06.2010 16:00 |

| Греція                        | 2 — 1      | Нігерія |
| ----------------------------- | ---------- | ------- |
| Салпінгідіс 41' Торосідіс 71' | (Протокол) | Уче 16' |

| Фрі Стейт, Блумфонтайн Глядачів: 31 593 Арбітр: Оскар Руїс |

## Нігерія - Південна Корея
| 22.06.2010 20:30 |

| Нігерія                     | 2 — 2      | Південна Корея                   |
| --------------------------- | ---------- | -------------------------------- |
| Уче 12' Айєгбені 69' (пен.) | (Протокол) | Лі Чжун Су 38' Парк Чху Йоун 49' |

| Мозес Мабіда, Дурбан Глядачів: 61 874 Арбітр: Олегаріу Бенкеренса |

## Греція - Аргентина
| 22.06.2010 20:30 |

| Греція | 0 — 2      | Аргентина                 |
| ------ | ---------- | ------------------------- |
|        | (Протокол) | Демікеліс 77' Палермо 89' |

| Пітер Мокаба, Полокване Глядачів: 38 891 Арбітр: Равшан Ірматов |